# Norup (plaats)
Norup is een plaats in de Deense regio Noord-Jutland, gemeente Mariagerfjord. De plaats telt 290 inwoners (2008).